# Akera bullata
Akera bullata är en snäckart som beskrevs av Otto Friedrich Müller 1776. Akera bullata ingår i släktet Akera och familjen Akeridae. Arten är reproducerande i Sverige. Inga underarter finns listade i Catalogue of Life.
Det svenska trivialnamnet fläckig manteldansare förekommer för arten.